# Emil Vachek
Emil Vachek (2. února 1889, Pražské Předměstí (Hradec Králové) – 1. května 1964, Praha) byl český prozaik, dramatik a novinář, společně s Eduardem Fikerem zakladatel české detektivky, tvůrce prvního ryze českého detektiva Klubíčka. Zasloužilý umělec (1964).

## Život

### Mládí v Hradci Králové
Narodil se roku 2. února 1889 v Pražském Předměstí u Hradce Králové (nyní Hradec Králové) v rodině sklepníka a pozdějšího správce konírny zájezdního hostince Karla Vachka a jeho manželky Anny, rozené Krajákové. Byl nejmladší ze čtyř dětí, otec zemřel, když bylo Emilu Vachkovi pět let. Základní školu vychodil v Hradci Králové a Hořicích, od roku 1900 studoval na reálce v Hradci Králové. V té době se seznámil s Karlem Čapkem, který studoval na královéhradeckém gymnáziu. Spolu s Čapkem, Rudolfem Medkem, Jiřím Červeným a dalšími studenty byl Vachek členem studentského spolku Mansarda. Z reálky musel odejít pro problémy s článkem ve studentském časopise Revue nejmladších a nastoupil na obchodní akademii (tu musel brzy kvůli stěhování do Prahy opustit).

### Počátky v Praze
V roce 1906 se matka se třemi dětmi přestěhovala do Prahy. Emil Vachek začal studovat na soukromé obchodní škole, studia ale nedokončil a stal se profesionálním novinářem.

### Novinář – redaktor
V roce 1911 se Emil Vachek stal redaktorem Práva lidu, kde pracoval do roku 1929 a jeho příspěvky se objevily téměř ve všech rubrikách (dále přispíval do Práva lidu v letech 1935–1937 a 1947). Byl též v období 1916–1921 redaktorem satirického časopisu Kopřivy (časopis vydávala Českoslovanská sociálně demokratická strana dělnická od 1909 do 1931). V Plzni poté redigoval v letech 1924–1928 revue Pramen a Nové svobody (1926–1928). Přispíval i do dalších levicových tiskovin.
V roce 1935 se spolupodílel na založení nakladatelství Evropský literární klub (ELK) a byl jeho místopředsedou., přispíval do Volné myšlenky, Práce, Zvonu, Tvorby, Panorámy, Literárních novin, v letech 1924–1927 vydával a redigoval plzeňský Pramen a v letech 1927–1929 Novou svobodu.
Své články publikoval pod pseudonymy Emil Czerski, Ludvík Chládek, Litnov. Používal také různé šifry, např. EV, V, ax. Redigoval Památník dělnické olympiády 1921. Od roku 1929 řídil knihovnu Pyramida.. Byl též literárním poradcem, ředitelem nakladatelství Sfinx. Od konce 30. let 20. století se přednostně věnoval vlastní literární tvorbě.
Ze zachovalé korespondence je nejčastější s manželkou Karlou a spisovatelem A. C. Norem. Emil Vachek si dopisoval s desítkami dalších osobností, jako byli Karel Čapek, František Langer, Josefem Svatoplukem Macharem a další.
V roce 1964 byl jmenován zasloužilým umělcem. Zemřel po těžké nemoci v pátek 1. května 1964 v pražské nemocnici v Motole.

### Rodinný život
Emil Vachek byl ženat, s manželkou Karlou žili ve 30. letech 20. století v pražské ulici Nad Mlynářkou 1528.

## Dílo
Původní tvorba E. Vachka od povídkového debutu z roku 1916 je reprezentována více než padesáti knižně vydanými tituly a zahrnuje s výjimkou poezie prakticky všechny literární žánry. Romány Bidýlko, Žil jsem s cizinkou a detektivní příběhy, ve kterých vystupuje postava detektiva Klubíčka, patří mezi stále vydávané knihy. Jeho dílo se vyznačuje fabulační vynalézavostí a psychologickým zaměřením. Ve svých knihách také hojně těžil ze slangových a argotických vrstev jazyka. Psal zejména naturalisticky pojaté psychologické a sociální romány (např. Sup nebo Divoká srdce), ve kterých však vždy řešil určité společensko-etické téma, jako je antisemitismus či prostituce. V povídkových sbírkách kombinoval naturalistické a sentimentální motivy, erotizující linie jeho tvorby vyvrcholila v románové trilogii Chám Dynybyl (1926–1931). Vysokou úroveň mají jeho detektivní romány (např. Tajemství obrazárny, Muž a stín, Zlá minuta a další), v nichž v postavě Klubíčka vytvořil první typ českého detektiva. Kromě detektivek je z jeho díla nejznámější portrét žižkovského zlodějíčka z románu Bidýlko (1927), fantastický román Pán světa (1925) a rozsáhlý desetidílný dokumentární cyklus o druhé světové válce s názvem Německá válka (1945–1947).
Stal se tvůrcem prvního ryze českého detektiva v naší literatuře. Je jím inspektor, posléze komisař a nakonec šéf bezpečnostního oddělení Klubíčko, který se poprvé objevil roku 1928 v románu Tajemství obrazárny. Klubíčko je starý mládenec a samotář, moudrý a zkušený muž, znalec starých noblesních mravů. Potrpí si na dobré oblečení, kouří dýmku a drahé doutníky, pije kvalitní koňak, je milovníkem dobré kávy a bibliofilií, má však také smysl pro humor a bystrý analytický rozum, který mu umožňuje řešit kriminální případy s lehkostí a bravurou. Je vždy víc osobností než pouhým strojem na myšlení, své povolání provozuje spíše jako umění než jako řemeslo.
Literární pozůstalost Emila Vachka tvoří obsáhlý materiál ke studiu jeho díla.

### Divadelní hry
- Ubohý blázen (1922),
- Lišák Stavinoha (1928), veselohra, dramatizace autorova úspěšného románu Bidýlko (pod tímto názvem byla hra vydána roku 1955).
- Krev nevolá o pomstu (1935), divadelní hra napsaná společně s Frankem Tetauerem, dramatizace Vachkova stejnojmenného románu.
- Benedek (1936),
- Pec (1937), veselohra,
- Věrná vdova (1938),
- Prsten (1942),
- Aféra (1956), divadelní hra přepracovaná roku 1959 na stejnojmenný román.
- Láska neumírá
- Pomoz si sám, komedie

### Detektivní romány
- Tajemství obrazárny (1928), Vachkova detektivní prvotina, ve které se objevuje detektiv Klubíčko se svými pomocníky Zdeňkem a Maurinem. Děj knihy se točí kolem krádeže cenného obrazu a jeho padělku.
- Muž a stín (1932), druhý případ detektiva Klubíčka, ve kterém řeší vraždu lichvářky.
- Zlá minuta (1933), v knize detektiv Klubíčko vyšetřuje vraždu krásné mladé dívky, služebné jednoho známého lékaře, jejíž mrtvola je objevena uprostřed mrazivé prosincové noci v bedně na písek.
- Okno (1958), v knize pátrá detektiv Klubíčko po pachateli neuvěřitelné loupeže briliantů v klenotnictví na nejživější pražské ulici.
- Černá hvězda (1959), detektivní příběh o vraždě a o záhadném vloupání do vily pražské herečky, za kterým se skrývá složitý špionážní případ. Detektiv Klubíčko odhaluje tajemství kolem plánů tajné zbraně, které nacistická armáda ukryla na konci války v jednom českém zámku a nyní se je snaží získat prostřednictvím svých agentů.
- Dřevěná madonka (1962), příběh, ve kterém tentokrát detektiv Klubíčko vyšetřuje záhadné zmizení památky českého řezbářského umění z doby gotické.
- Devatenáct klavírů (1964), v tomto příběhu, odehrávajícím se za první republiky, pracuje detektiv Klubíčko v českém pohraničí, jež se už chystají uchvátit nacisté, a řeší zde složitý případ hledání šperků, které ukryl výrobce klavíru ve dvou nástrojích a po nichž pátrají jeho příbuzní i nacisté, aby jejich ohromné hodnoty užili k financování svého politického boje.
- Beranní dvůr (1964), ve svém dalším případě rozvíjí detektiv Klubíčko svůj pátrací um a kombinační důvtip v případě dvojnásobné vraždy. Její obětí se stal někdejší velkostatkář a jeho družka a podnětem k ní byla touha zmocnit se pečlivě ukrytého majetku velkostatkáře z minulých dob.
- Čtyři případy, detektivní novely
- Dvanáct Robinsonů (1969), fantazijní román
- Chřipkové prázdniny, dětský detektivní román
- Kleopatřin smaragd, detektivní román
- Klubíčko na Moravě, detektivní román
- Nemoc profesora Solomitnikova, fantastická novela

### Další próza
- List z dějin katolické církve (1911), katolická církev za velké revoluce francouzské,
- Za frontou (1916), válečné obrázky,
- Řešeto (1918), humoresky,
- Dech smrti (1920), kniha novel a povídek,
- Sup (1920), román,
- Cestou do nebe (1921), román,
- Vzpoura proti bohu (1921),
- Vražda manželstvím a jiné motivy (1912),
- Kovadlina (1923), román, příběh člověka, který zkrachuje finančně i ve svém manželském životě, a postupně si hledá nové místo ve světě.
- Manželství s mrtvým a jiná prosa (1924),
- Hodný král a statečný vojín (1925), sci-fi humoresky z let 1919–1923.

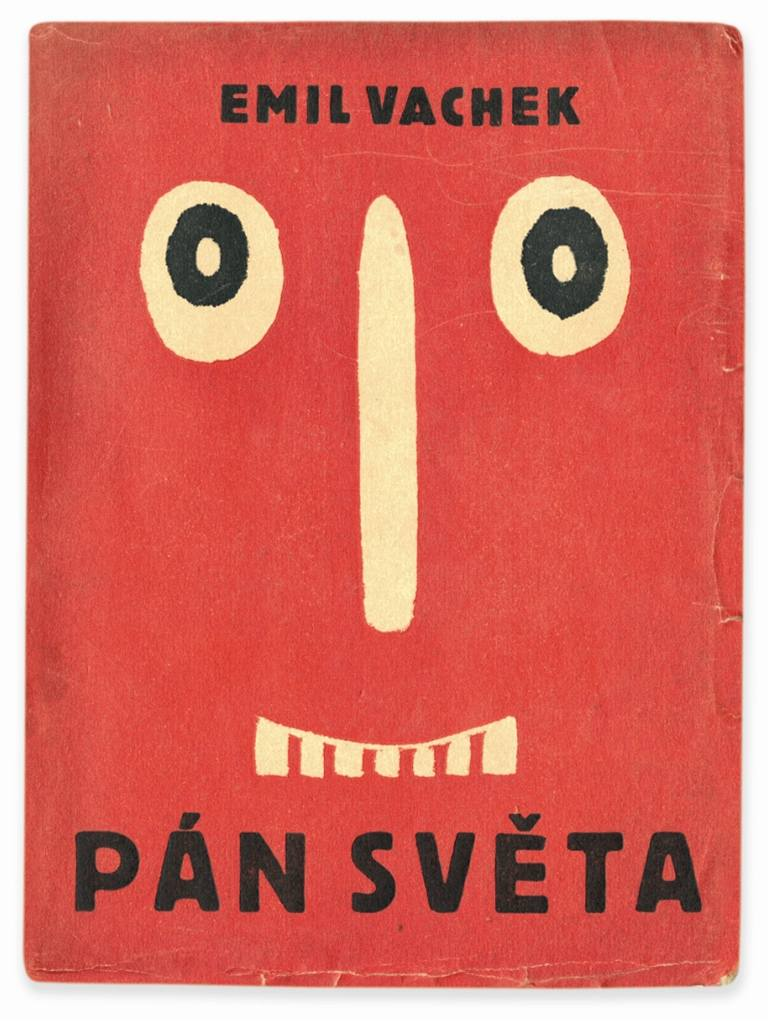
Obálka knihy Pán světa od Josefa Čapka

- Pán světa (1925), fantastický, humoristicky až satiricky pojatý román líčí příběh židovského průmyslníka Beera, který se pomocí obratně připraveného fašistického hnutí zmocní nejprve německého průmyslu a postupně proniká na zahraniční trhy až se mu podaří smazat státní hranice a ovládnout svět. všechny země zapojí do Světové obchodní a průmyslové unie a jako donucovací prostředek mu přitom slouží paprsky smrti, jimiž zničí Ameriku. Přestože jeho utopické uspořádání světa odstraňuje hlad, bídu i války, jeho říše se zhroutí na lidském odporu proti despotické vládě.
- Svatba v Absinth Baru (1925), humoristický román,
- Chám Dynybyl, románová trilogie o nevzdělaném a primitivním zahradníkovi Dynybylovi, který se stává majitelem vily, protože si namluvil majitelovu dceru, kterou přitahovala pudová sexualita. Trilogie se skládá z těchto dílů:
  - Červená zahrada (1926),
  - Svatá (1929),
  - Dvanácti hlasy ano (1931).
- Bidýlko (1927), jde o jednu z nejúspěšnějších autorových prací, ve které Vachek vytvořil barvitý obraz života na pražské periférii. „Bidýlko“ je důvěrný název pro pavlač žižkovského činžáku, v němž bydlí kromě jiných pochybných existencí také kapsář a zlodějíček Stavinoha, který prodělá hluboký mravní přerod a stane se vzorným občanem. Stavinoha si totiž potrpí na „stavovskou čest“ a pomůže vypátrat mezinárodního vyzvědače. Zdramatizováno pod názvem Lišák Stavinoha.
- Čtyřicetiletý (1930), tragikomický román,
- Divoká srdce (1930), román,
- Parasit (1930), román, roku 1946 vydán pod názvem Velbloud.
- Krev nevolá o pomstu (1934), román řešící otázku, zdali je vražda v době války omluvitelná. Zdramatizováno.
- Puberta (1934), román,
- Žebrácká láska (1934), román,
- Nepřítel v těle (1936), román,
- Život na splátky (1936), román,
- Žil jsem s cizinkou (1938), román, příběh typicky maloměšťáckého, poklidného manželství, které je postaveno na lži a celoživotním klamu. Dobrácký, důvěřivý muž (kancelářský ředitel velké akciové společnosti), odhaluje po smrti své mnohem mladší manželky její milostné vztahy. Jeho pátrání po jejích nevěrách neztrácí však nikdy ráz revize účtů podvedeného majetníka, který hájí svůj soukromovlastnický nárok na ženu, již štědře vydržoval, nestaraje se přitom nikdy o její vnitřní život.
- Až se ucho utrhne (1940, přepracováno 1959), román, ve kterém autor s humorem a satirou kreslí postavu starosty města Bocikánova, který ovládá svými špinavými peněžními obchůdky nejen klan svých příbuzných, ale i životy prostých občanů města. Kniha je ostrou kritikou malých spekulantů, podvodníků a jejich přisluhovačů, kteří patřili k městské honoraci v době první republiky.
- První sklizeň (1940), povídky,
- Student Kosman (1940), román jednoho mládí,
- Život je neúplatný (1942), tři prózy o svědomí,
- Hnízdo (1943), román,
- Pondělí (1943), malé prózy,
- Na sluníčku (1944), veselé povídky,
- Ztracený úsměv (1945), román,
- Německá válka (1945–1947), desetidílný dokumentární cyklus o druhé světové válce. Jednotlivé díly mají tyto názvy:
  - Hitlerovo tažení proti Československu (1945),
  - Válka započne v Praze (1946),
  - Bleskové války začínají (1946),
  - Tři bleskové války (1946),
  - Bitva o Anglii (1946),
  - Stalingrad (1947),
  - Amerika v boji (1947),
  - Generální ofensiva (1947),
  - Invase a atentát na Hitlera (1948), dochovalo se jen několik exemplářů,
  - Válka končí v Praze (vytištěno ?)
- Život jde dál (1955), prózy,
- Severní záře (1956), román, ve kterém se autor Vrací se do doby okupace, aby na osudech mladého profesora,uvězněného pro podezření ze sabotáže, ale propuštěného pro nedostatek důkazů, a jeho ženy studentky, zobrazil vnitřní přerod českých lidí, které vědomí lidské odpovědnosti a solidarity vedlo k odvržení iluze osobního štěstí a k poznání, že je zapotřebí o svobodu bojovat, aby i u nich mohlo "slunce zazářit". To Vachek symbolicky vyjadřuje severní září, která "v noci lidstva vyšlehne, aby ubezpečila ty, kteří již ztrácejí víru, že slunce opět přijde".
- Konec a začátek (1958), román odehrávající se v posledních měsících první světové války, kdy vojenské události již dosvědčovaly, že dojde k porážce Rakouska-Uherska. Na osudech lidí, soustředěných kolem Rožnovických závodů – největších průmyslových závodů v monarchii – ukazuje autor rozpad rakouské říše, vzrušené a dramatické narůstání revolučních nálad mezi dělnictvem i rafinované manévrování politických a průmyslových magnátů.
- Trochu slunce (1957), výběr z knih Řešeto, Hodný král a statečný vojín a Na sluníčku doplněný několika novými povídkami.
- Aféra (1959), román líčící na základě četných dobových dokumentů průběh Dreyfusovy aféry i hlubokou společenskou krizi, kterou Francie prožívala na sklonku 19. a v prvních letech 20. století.
- Vzpomínky na starý Hradec (1960), kniha vzpomínek na léta dětství a jinošství prožitá v Hradci Králové,
- Čarovná flétna (1964), román odehrávající se v dobách prvních křižáckých výprav, jehož hlavním hrdinou je český muzikant ze Šumavy, vynálezce „štěbence-klarinetu“, který je nadán kouzelnou mocí a pomáhá svému vynálezci překonávat nejrůznější svízele a překážky při dobrodružném putování dalekými kraji orientálních zemí i šťastně se vrátit domů.

### Články a fejetony
- Brnkne na mě
- Kdo vyhrává válku?
- Láska na periferii
- Zlá tchyně
- Vánoce 1938

### Filmové adaptace a náměty
- Vražda v Ostrovní ulici (1933), režie Svatopluk Innemann, v roli detektiva Klubíčka Jindřich Plachta, adaptace románu Muž a stín.
- Žil jsem s cizinkou (2005), režie Dušan Klein, televizní film,
- Muž a stín (2007), režie Dušan Klein, televizní film, v roli detektiva Klubíčka Miroslav Donutil,
- Zlá minuta (2007), režie Pavel Kačírek, televizní film, v roli detektiva Klubíčka Miroslav Donutil.
- Devatenáct klavírů (2008), režie Dušan Klein, televizní film, v roli detektiva Klubíčka Miroslav Donutil.
- Klubíčko a já, filmový námět
- Rýma, filmový fejeton podle stejnojmenné povídky J. Brandýse a B. Svobody
- Divotvorný doktor, námět k filmové veselohře

### Rozhlasové adaptace
- 1973 Zlá minuta – inspektor Klubíčko vyšetřuje vraždu mladé služky. Rozhlasová úprava Lya Říhová. Dramatizace Jindřich Černý. Dramaturg Jaromír Ptáček. Režie Jiří Horčička. Osoby a obsazení: inspektor Klubíčko (Bohuš Záhorský), Maxant (Jaroslav Kepka), komisař Březina (Zdeněk Řehoř), řidič (Jaroslav Moučka), paní (Jaroslava Drmlová), Koníček (Ferdinand Krůta), doktor Ďablic (Martin Růžek) a domovnice (Ludmila Roubíková)[14].